# Cuphea sessiliflora
Cuphea sessiliflora är en fackelblomsväxtart som beskrevs av St.-hil.. Cuphea sessiliflora ingår i släktet blossblommor, och familjen fackelblomsväxter. Inga underarter finns listade i Catalogue of Life.